# Plagioscion squamosissimus
Plagioscion squamosissimus és una espècie de peix de la família dels esciènids i de l'ordre dels perciformes.

## Morfologia
- Els mascles poden assolir 80 cm de longitud total i 4.500 g de pes.
- Té una taca negra a prop de la base de les aletes pectorals.[3][4][5]

## Alimentació
Els exemplars immadurs mengen larves de crustacis (especialment de Macrobrachium), insectes aquàtics i copèpodes, mentre que els adults es nodreixen de peixos.

## Hàbitat
És un peix d'aigua dolça, de clima tropical (22 °C-27 °C) i bentopelàgic.

## Distribució geogràfica
Es troba a Sud-amèrica: conques dels rius Amazones, Orinoco, Paranà, Paraguai i São Francisco, i rius de les Guaianes.

## Observacions
És inofensiu per als humans.